# Udo Lehmann
Udo Lehmann (ur. 28 maja 1973 w Eilenburgu) – niemiecki bobsleista, dwukrotny medalista mistrzostw świata.

## Kariera
Największy sukces w karierze Lehmann osiągnął w 2004 roku, kiedy wspólnie z André Lange, Kevinem Kuske i René Hoppe zdobył złoty medal w czwórkach podczas mistrzostw świata w Königssee. W tej samej konkurencji zdobył także brązowy medal na mistrzostwach świata w Winterbergu w 1995 roku, gdzie startował razem z Haraldem Czudajem, Thorstenem Vossem i Alexandrem Szeligiem. Nigdy nie wystąpił na igrzyskach olimpijskich.